# Manzanilla
För andra betydelser, se Manzanilla (olika betydelser).

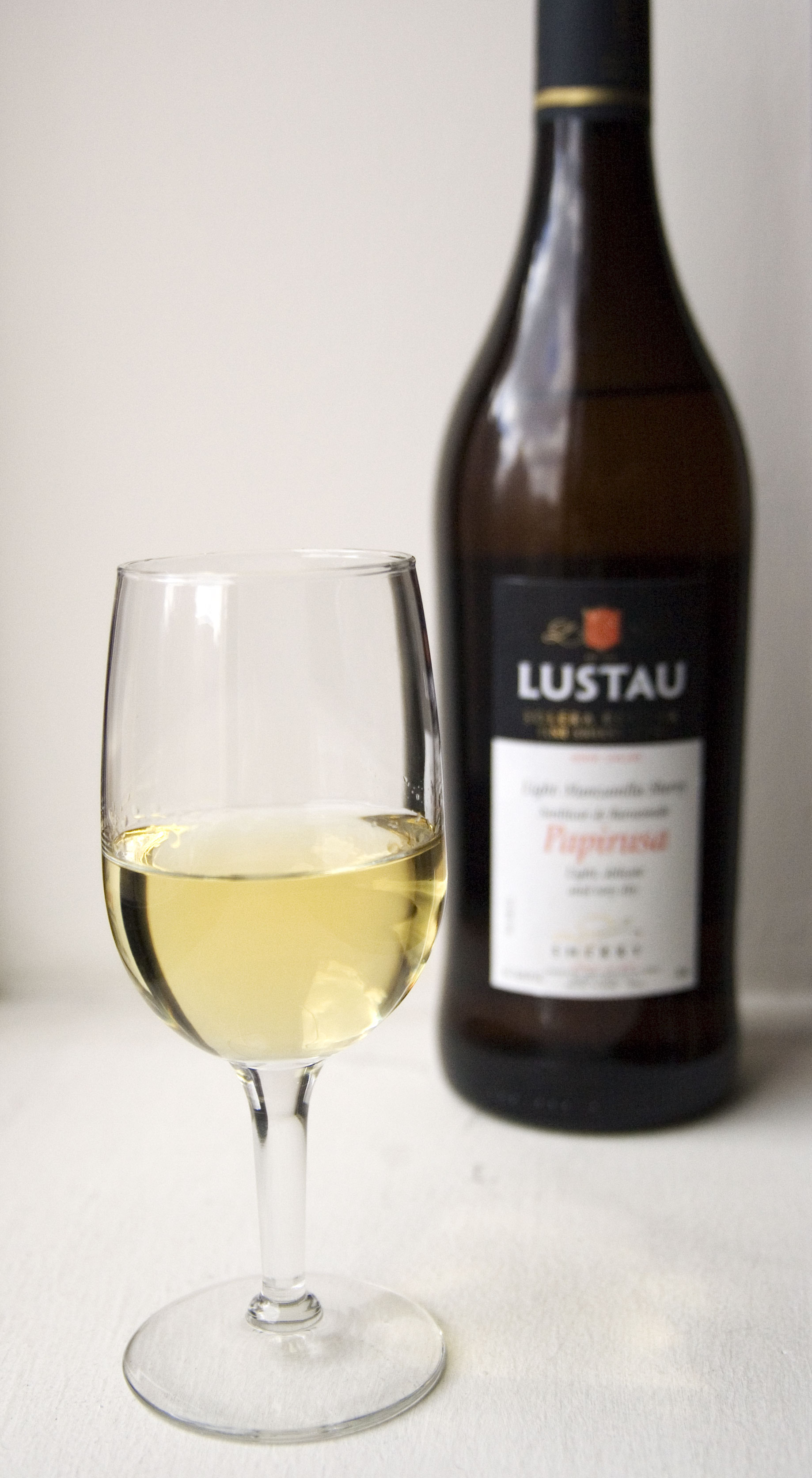
Ett glas manzanilla

Manzanilla är en fino sherry med skyddad ursprungsbeteckning från området runt Sanlúcar de Barrameda (ort) i provinsen Cádiz i Andalusien i södra Spanien.
Manzanilla förekommer i Marguerite Duras roman ”Halv elva en sommarkväll”, där den är en väsentlig del i beskrivningen av en kvinnas begär efter alkohol.